# Шхагошев, Адальби Люлевич
Адальби Люлевич Шхагошев (род. 6 июня 1967, Старый Урух, Кабардино-Балкарская АССР) — российский политический деятель.
Депутат Государственной думы Федерального Собрания Российской Федерации V,
VI, VII и VIII созывов, член комитета ГД по безопасности и противодействию коррупции, первый заместитель руководителя фракции «Единая Россия», руководитель одной из пяти внутрифракционных групп с 24 декабря 2007 года. Член Высшего совета партии «Единая Россия».
Из-за поддержки российско-украинской войны находится под санкциями всех стран Европейского союза, Великобритании, Соединенных Штатов Америки, Канады, Швейцарии, Австралии, Японии, Украины, Новой Зеландии.

## Биография
В 1991 году получил высшее образование окончив исторический факультет Кабардино-Балкарского ордена Дружбы народов государственного университета. В 2002 году прошёл переподготовку по специальности «мировая экономика» в Российской академии государственной службы при президенте РФ. В 2002 году защитил диссертацию на соискание учёной степени кандидата экономических наук в Российской академии государственной службы при президенте РФ.
С 1991 года служил в Управлении по борьбе с организованной преступностью (6-й отдел) МВД Кабардино-Балкарии в должности старшего оперуполномоченного. В октябре 1992 года пытаясь предотвратить взрыв гранаты во время освобождения заложника лишился кистей обеих рук. После ранения продолжил службу остался в МВД республики, возглавлял отделы по борьбе с коррупцией и преступными формированиями. В 1993 году уволился со службы, занялся предпринимательской деятельностью, открыл сеть бензоколонок, несколько магазинов.
С 1993 по 2001 год дважды избирался в депутаты Парламента Кабардино-Балкарской Республики первого и второго созывов. С 1997 года является основателем и председателем благотворительного фонда «Солидарность», задачи фонда — оказание социальной помощи малоимущим и пожилым людям. В 2001 году создал Ассоциацию промышленников и предпринимателей Кабардино-Балкарии «Солидарность» и возглавил её. В 2003 году баллотировался в Госдуму по одномандатному избирательному округу, но выборы проиграл.
В декабре 2007 года баллотировался в Госдуму по спискам партии «Единая Россия», в результате распределения мандатов в Госдуму не прошёл. 13 декабря 2007 года Постановлением ЦИК РФ Шхагошеву был передан вакантный мандат депутата Государственной Думы V созыва.
В декабре 2011 года повторно баллотировался в Госдуму по спискам «Единой России», в итоге распределения мандатов стал депутатом Государственной Думы VI созыва.
В сентябре 2016 года выдвигался в Госдуму от «Единой России» по одномандатному избирательному округу № 14, по итогам подсчёта голосов избран депутатом Государственной Думы VII созыва.
В сентябре 2021 года на выборах в Государственную Думу VIII созыва был избран по Кабардино-Балкарскому одномандатному избирательному округу № 14 как представитель от политической партии «Единая Россия». 69,75 % голосов избирателей, посетивших участки в дни голосования были отданы за Адальби Шхагошева.

## Законотворческая деятельность
С 2007 по 2019 год, в течение исполнения полномочий депутата Государственной Думы V, VI и VII созывов, выступил соавтором 36 законодательных инициатив и поправок к проектам федеральных законов.
Aвтор поправок к законопроектам, ограничивающим работу НКО в России:
В 2019 году был разработчиком закона, предполагавшего ввести уголовную ответственность для участников финансируемых из-за рубежа лагерей для подготовки организаторов протестных акций, к которым причислены и оппозиционные группы в социальных сетях.
В 2021 году — поправок в закон, запрещающих российским гражданам и юридическим лицам в любой стране мира принимать участие в работе иностранных неправительственных организаций (НПО), признанных в России «нежелательными».
В ходе российского вторжения на Украину в апреле 2022 года в составе группы депутатов внёс проект закона о наделяющий генерального прокурора России и его заместителей правом признавать регистрацию СМИ недействительной и прекращать действие лицензии на теле- и радиовещание в случае распространения ими «фейков» о российских военных и их «дискредитации», призывов к санкциям, а также информации, в которой содержится «явное неуважение к обществу, государству и Конституции Российской Федерации».

## Международные санкции
За поддержку российской агрессии и нарушения территориальной целостности Украины во время российско-украинской войны находится под персональными международными санкциями разных стран.
- С 23 февраля 2022 года внесён в санкционные списки стран Евросоюза за действия и политику, которые подрывают территориальную целостность, суверенитет и независимость Украины и ещё больше дестабилизируют Украину[16][17].
- С 24 февраля 2022 года включён в санкционный список Канады «близких соратников режима» за голосование о признании независимости «так называемых республик в Донецке и Луганске»[18][19].
- С 25 февраля 2022 года находится под санкциями Швейцарии[20].
- С 26 февраля 2022 года находится под санкциями Австралии[20].
- С 11 марта 2022 года находится под санкциями Великобритании[20].
- С 24 марта 2022 года, на фоне вторжения России на Украину, включён в санкционный список США за «соучастие в войне Путина» и «поддержку усилий Кремля по вторжению в Украину»[21][22][23], Госдеп США заявил что депутаты Госдумы используют свои полномочия для преследования инакомыслящих и политических оппонентов, нарушают свободу информации, ограничивают права человека и основные свободы граждан России[24][25].
- С 12 апреля 2022 года находится под санкциями Японии[20].
- С 3 мая 2022 года находится под санкциями Новой Зеландии[20].
- Указом президента Украины Владимира Зеленского от 7 сентября 2022 находится под санкциями Украины[20][26].

## Награды и звания
- Орден «За личное мужество» (1992)[источник не указан 948 дней]
- Медаль ордена «За заслуги перед Отечеством» II степени (18 марта 2011 года) — за активное участие в законотворческой деятельности и многолетнюю добросовестную работу[27][источник не указан 948 дней]
- Почётная грамота правительства Российской Федерации (16 декабря 2019 года) — за большой вклад в развитие российского парламентаризма и активную законотворческую деятельность[28]
- Благодарность Правительства Российской Федерации (5 мая 2012 года) — за многолетнюю плодотворную законотворческую деятельность[29]
- Почетный гражданин города Нальчика (1992)[источник не указан 948 дней]

## Доходы и имущество
В 2021 году официально заработал 5 754 447,30 руб.
Недвижимость:
- Земельный участок, 2942 м². Жилой дом, 324.5 м². Квартира, 60 м². Квартира, 170.2 м²[30].
- Записано на жену: Земельный участок, 683 м². Земельный участок, 790 м². Жилой дом, 64.3 м². Жилой дом, 259 м². Квартира, 60 м². Квартира, 170.2 м²[30].
- Записано на ребёнка: Жилой дом, 259 м² . Квартира, 60 м². Квартира, 170.2 м²[30].